# Бівердейл (округ Де-Мойн, Айова)
Бівердейл (англ. Beaverdale) — переписна місцевість (CDP) в США, в окрузі Де-Мойн штату Айова. Населення — 952 особи (2010).

## Географія
Бівердейл розташований за координатами 40°50′55″ пн. ш. 91°12′8″ зх. д. / 40.84861° пн. ш. 91.20222° зх. д. (40.848586, -91.202317).  За даними Бюро перепису населення США в 2010 році переписна місцевість мала площу 6,36 км², з яких 6,31 км² — суходіл та 0,05 км² — водойми.

## Демографія
Згідно з переписом 2010 року, у переписній місцевості мешкали 952 особи в 385 домогосподарствах у складі 294 родин. Густота населення становила 150 осіб/км².  Було 447 помешкань (70/км²).
Расовий склад населення:
| - 95,6 % — білих - 1,5 % — чорних або афроамериканців - 0,3 % — корінних американців - 0,2 % — азіатів |

До двох чи більше рас належало 2,3 %. Частка іспаномовних становила 1,8 % від усіх жителів.
За віковим діапазоном населення розподілялося таким чином: 23,5 % — особи молодші 18 років, 60,0 % — особи у віці 18—64 років, 16,5 % — особи у віці 65 років та старші. Медіана віку мешканця становила 43,3 року. На 100 осіб жіночої статі у переписній місцевості припадало 96,7 чоловіків;  на 100 жінок у віці від 18 років та старших — 98,9 чоловіків також старших 18 років.
Середній дохід на одне домашнє господарство  становив 71 117 доларів США (медіана — 57 232), а середній дохід на одну сім'ю — 68 929 доларів (медіана — 64 286). Медіана доходів становила 41 146 доларів для чоловіків та 41 324 долари для жінок. За межею бідності перебувало 8,6 % осіб, у тому числі 16,1 % дітей у віці до 18 років та 0,0 % осіб у віці 65 років та старших.
Цивільне працевлаштоване населення становило 628 осіб. Основні галузі зайнятості: освіта, охорона здоров'я та соціальна допомога — 36,5 %, виробництво — 20,1 %, роздрібна торгівля — 12,9 %, транспорт — 8,9 %.